# یوژف تونچیک
یوژف تونچیک (مجاری: József Tuncsik؛ زادهٔ ۲۳ سپتامبر ۱۹۴۹) جودوکار اهل مجارستان بود.